# Venadillo
Venadillo è un comune della Colombia facente parte del dipartimento di Tolima.